# ATP Tour 2024
ATP Tour 2024 var den 35. sæson af ATP Tour, den professionelle tour for mandlige tennisspillere, siden etableringen i 1990. Touren bestod af 60 turneringer fordelt i tre kategorier, samt landsholdsturneringen United Cup og de to sæsonafsluttende turneringer, Next Gen ATP Finals og ATP Finals.
Siden Ruslands invasion af Ukraine i begyndelsen af 2022 havde tennissportens styrende organer, WTA, ATP, ITF og de fire grand slam-turneringer, tilladt, at spillere fra Rusland og Hviderusland fortsat kunne deltage i turneringer på ATP Tour og WTA Tour, men de kunne ikke stille op under landenes navne eller flag, og spillerne fra de to lande deltog derfor i turneringerne under neutralt flag.

## Turneringer

### Kategorier
ATP Tour 2024 bestod af 60 almindelige turneringer fordelt i tre kategorier:
- 9 turneringer i kategorien ATP Masters 1000
- 13 turneringer i kategorien ATP 500
- 38 turneringer i kategorien ATP 250

Hertil kom landsholdsturneringen United Cup, afviklet i samarbejde med WTA Tour, samt de to sæsonafsluttende turneringer, ATP Finals og Next Gen ATP Finals.
Derudover indgik de fire grand slam-turneringer, Davis Cup, Laver Cup og den olympiske tennisturnering også i tourens kalender, og resultaterne opnået i grand slam-turneringerne gav også point til ATP's verdensrangliste, selvom turneringerne ikke var ATP-turneringer.

## Kalender
| Uge | Startdato     | Værtsby          | Turnering                                              | Kategori            | Underlag      | Deltagere             | Præmiesum     | TFC          |
| --- | ------------- | ---------------- | ------------------------------------------------------ | ------------------- | ------------- | --------------------- | ------------- | ------------ |
| 0-1 | 29. december  | Perth, Sydney    | United Cup                                             | United Cup          | Hardcourt     | 18 hold               | $ 5.000.000   | $ 5.000.000  |
| 0-1 | 31. december  | Brisbane         | Brisbane International presented by Evie               | ATP 250             | Hardcourt     | 32S / 16Q / 24D       | $ 661.585     | $ 739.945    |
| 0-1 | 1. januar     | Hongkong         | Bank of China Hong Kong Tennis Open                    | ATP 250             | Hardcourt     | 28S / 16Q / 16D       | $ 661.585     | $ 739.945    |
| 2 | 8. januar     | Adelaide         | Adelaide International                                 | ATP 250             | Hardcourt     | 28S / 16Q / 24D       | $ 661.585     | $ 739.945    |
| 2 | 8. januar     | Auckland         | ASB Classic                                            | ATP 250             | Hardcourt     | 28S / 16Q / 16D       | $ 661.585     | $ 739.945    |
| 3-4 | 14. januar    | Melbourne        | Australian Open                                        | Grand slam *        | Hardcourt     | 128S / 128Q / 64D     | A$ 38.923.200 | -            |
| 5 | 29. januar    | Montpellier      | Open Sud de France-Montpellier                         | ATP 250             | Hardcourt (i) | 28S / 16Q / 16D       | € 579.320     | € 651.865    |
| 5 | 2. februar    | Tolv byer        | Davis Cup-kvalifikation **                             | Davis Cup           |               | 24 hold               |               |              |
| 6 | 5. februar    | Córdoba          | Córdoba Open                                           | ATP 250             | Grus          | 28S / 16Q / 16D       | $ 562.345     | $ 640.705    |
| 6 | 5. februar    | Dallas           | Dallas Open                                            | ATP 250             | Hardcourt (i) | 28S / 16Q / 16D       | $ 756.020     | $ 841.590    |
| 6 | 5. februar    | Marseille        | Open 13 Provence                                       | ATP 250             | Hardcourt (i) | 28S / 16Q / 16D       | € 724.015     | € 801.335    |
| 7 | 12. februar   | Rotterdam        | ABN AMRO Open                                          | ATP 500             | Hardcourt (i) | 32S / 16Q / 16D / 4DQ | € 2.134.985   | € 2.290.720  |
| 7 | 12. februar   | Delray Beach     | Delray Beach Open                                      | ATP 250             | Hardcourt     | 28S / 16Q / 16D       | $ 661.585     | $ 742.350    |
| 7 | 12. februar   | Buenos Aires     | Argentina Open                                         | ATP 250             | Grus          | 28S / 16Q / 16D       | $ 642.615     | $ 728.185    |
| 8 | 19. februar   | Rio de Janeiro   | Rio Open presented by Claro                            | ATP 500             | Grus          | 32S / 16Q / 16D / 4DQ | $ 2.100.230   | $ 2.271.715  |
| 8 | 19. februar   | Doha             | Qatar ExxonMobil Open                                  | ATP 250             | Hardcourt     | 28S / 16Q / 16D       | $ 1.395.875   | $ 1.493.465  |
| 8 | 19. februar   | Los Cabos        | Mifel Tennis Open by Telcel Oppo                       | ATP 250             | Hardcourt     | 28S / 16Q / 16D       | $ 915.245     | $ 1.005.620  |
| 9 | 26. februar   | Dubai            | Dubai Duty Free Tennis Championships                   | ATP 500             | Hardcourt     | 32S / 16Q / 16D / 4DQ | $ 2.941.785   | $ 3.113.270  |
| 9 | 26. februar   | Acapulco         | Abierto Mexicano Telcel presentado por HSBC            | ATP 500             | Hardcourt     | 32S / 16Q / 16D / 4DQ | $ 2.206.080   | $ 2.377.565  |
| 9 | 26. februar   | Santiago         | Movistar Chile Open                                    | ATP 250             | Grus          | 28S / 16Q / 16D       | $ 661.585     | $ 742.350    |
| 10-11 | 6. marts      | Indian Wells     | BNP Paribas Open                                       | ATP Masters 1000    | Hardcourt     | 96S / 48Q / 32D       | $ 8.995.555   | $ 11.918.990 |
| 12-13 | 20. marts     | Miami            | Miami Open presented by Itaú                           | ATP Masters 1000    | Hardcourt     | 96S / 48Q / 32D       | $ 8.995.555   | $ 10.404.205 |
| 14 | 1. april      | Estoril          | Millennium Estoril Open                                | ATP 250             | Grus          | 28S / 16Q / 16D       | € 579.320     | € 651.865    |
| 14 | 1. april      | Marrakech        | Grand Prix Hassan II                                   | ATP 250             | Grus          | 28S / 16Q / 16D       | € 579.320     | € 651.865    |
| 14 | 1. april      | Houston          | Fayez Sarofim & Co. U.S. Men's Clay Court Championship | ATP 250             | Grus          | 28S / 16Q / 16D       | $ 661.585     | $ 742.350    |
| 15 | 7. april      | Monte-Carlo      | Rolex Monte-Carlo Masters                              | ATP Masters 1000    | Grus          | 56S / 28Q / 28D       | € 5.950.575   | € 6.642.938  |
| 16 | 15. april     | Barcelona        | Barcelona Open Banc Sabadell                           | ATP 500             | Grus          | 48S / 24Q / 16D / 4DQ | € 2.782.960   | € 2.938.695  |
| 16 | 15. april     | München          | BMW Open by American Express                           | ATP 250             | Grus          | 28S / 16Q / 16D       | € 579.320     | € 651.865    |
| 16 | 15. april     | Bukarest         | Tiriac Open                                            | ATP 250             | Grus          | 28S / 16Q / 16D       | € 579.320     | € 651.865    |
| 17-18 | 24. april     | Madrid           | Mutua Madrid Open                                      | ATP Masters 1000    | Grus          | 96S / 28Q / 32D       | € 7.877.020   | € 9.249.713  |
| 19-20 | 8. maj        | Rom              | Internazionali BNL d'Italia                            | ATP Masters 1000    | Grus          | 96S / 28Q / 32D       | € 7.877.020   | € 9.094.379  |
| 21 | 19. maj       | Genève           | Gonet Geneva Open                                      | ATP 250             | Grus          | 28S / 16Q / 16D       | € 579.320     | € 651.865    |
| 21 | 19. maj       | Lyon             | Open Parc                                              | ATP 250             | Grus          | 28S / 16Q / 16D       | € 579.320     | € 651.865    |
| 22-23 | 26. maj       | Paris            | Roland-Garros                                          | Grand slam *        | Grus          | 128S / 128Q / 64D     | € 24.961.000  | -            |
| 24 | 12. juni      | 's-Hertogenbosch | Libema Open                                            | ATP 250             | Græs          | 28S / 16Q / 16D       | € 690.135     | € 767.455    |
| 24 | 12. juni      | Stuttgart        | Boss Open                                              | ATP 250             | Græs          | 28S / 16Q / 16D       | € 734.915     | € 812.235    |
| 25 | 19. juni      | Halle            | Terra Wortmann Open                                    | ATP 500             | Græs          | 32S / 16Q / 16D / 4DQ | € 2.255.655   | € 2.411.390  |
| 25 | 19. juni      | London           | Cinch Championships                                    | ATP 500             | Græs          | 32S / 16Q / 16D / 4DQ | € 2.255.655   | € 2.411.390  |
| 26 | 23. juni      | Mallorca         | Mallorca Championships                                 | ATP 250             | Græs          | 28S / 16Q / 16D       | € 932.135     | € 1.005.340  |
| 26 | 24. juni      | Eastbourne       | Rothesay International                                 | ATP 250             | Græs          | 28S / 16Q / 16D       | € 740.160     | € 812.235    |
| 27-28 | 1. juli       | London           | Wimbledon-mesterskaberne                               | Grand slam *        | Græs          | 128S / 128Q / 64D     | £ 23.232.000  | -            |
| 29 | 15. juli      | Hamburg          | Hamburg Open                                           | ATP 500             | Grus          | 32S / 16Q / 16D / 4DQ | € 1.891.995   | € 2.047.730  |
| 29 | 15. juli      | Båstad           | Nordea Open                                            | ATP 250             | Grus          | 28S / 16Q / 16D       | € 579.320     | € 651.865    |
| 29 | 15. juli      | Gstaad           | EFG Swiss Open Gstaad                                  | ATP 250             | Grus          | 28S / 16Q / 16D       | € 579.320     | € 651.865    |
| 29 | 15. juli      | Newport          | Infosys Hall of Fame Open                              | ATP 250             | Græs          | 28S / 16Q / 16D       | $ 661.585     | $ 742.350    |
| 30 | 21. juli      | Kitzbühel        | Generali Open                                          | ATP 250             | Grus          | 28S / 16Q / 16D       | € 579.320     | € 651.865    |
| 30 | 21. juli      | Umag             | Plava Laguna Croatia Open Umag                         | ATP 250             | Grus          | 28S / 16Q / 16D       | € 579.320     | € 651.865    |
| 30 | 22. juli      | Atlanta          | Atlanta Open                                           | ATP 250             | Hardcourt     | 28S / 16Q / 16D       | $ 756.020     | $ 841.590    |
| 31 | 27. juli      | Paris            | Olympiske Lege                                         | OL **               | Grus          | 64S / 32D             | -             | -            |
| 31 | 29. juli      | Washington DC    | Mubadala Citi DC Open                                  | ATP 500             | Hardcourt     | 48S / 24Q / 16D / 4DQ | $ 2.100.230   | $ 2.271.715  |
| 32 | 6. august     | Montréal         | National Bank Open presented by Rogers                 | ATP Masters 1000    | Hardcourt     | 56S / 28Q / 32D       | $ 6.795.555   | $ 8.122.428  |
| 33 | 12. august    | Cincinnati       | Cincinnati Open                                        | ATP Masters 1000    | Hardcourt     | 56S / 28Q / 32D       | $ 6.795.555   | $ 7.909.030  |
| 34 | 18. august    | Winston-Salem    | Winston-Salem Open                                     | ATP 250             | Hardcourt     | 48S / 16Q / 16D       | $ 779.780     | $ 867.750    |
| 35-36 | 26. august    | New York City    | US Open                                                | Grand slam *        | Hardcourt     | 128S / 128Q / 64D     | $ 33.977.000  | -            |
| 37 |               | Fire byer        | Davis Cup-gruppespil **                                | Davis Cup           |               | 16 hold               |               |              |
| 38 | 18. september | Chengdu          | Chengdu Open                                           | ATP 250             | Hardcourt     | 28S / 16Q / 16D       | $ 1.171.655   | $ 1.269.245  |
| 38 | 18. september | Hangzhou         | Hangzhou Open                                          | ATP 250             | Hardcourt     | 28S / 16Q / 16D       | $ 1.000.630   | $ 1.081.395  |
| 38 | 20. september | Berlin           | Laver Cup                                              | Laver Cup           | Hardcourt (i) | 2 hold                | -             | -            |
| 39 | 25. september | Tokyo            | Kinoshita Group Japan Open Tennis Championships        | ATP 500             | Hardcourt     | 32S / 16Q / 16D / 4DQ | $ 1.818.380   | $ 1.989.865  |
| 39 | 26. september | Beijing          | China Open                                             | ATP 500             | Hardcourt     | 32S / 16Q / 16D / 4DQ | $ 3.720.165   | $ 3.891.650  |
| 40-41 | 2. oktober    | Shanghai         | Rolex Shanghai Masters                                 | ATP Masters 1000    | Hardcourt     | 96S / 28Q / 32D       | $ 8.995.555   | $ 10.298.535 |
| 42 | 14. oktober   | Antwerpen        | European Open                                          | ATP 250             | Hardcourt (i) | 28S / 16Q / 16D       | € 690.135     | € 767.455    |
| 42 | 14. oktober   | Almaty           | Almaty Open                                            | ATP 250             | Hardcourt (i) | 28S / 16Q / 16D       | $ 1.036.700   | $ 1.117.465  |
| 42 | 14. oktober   | Stockholm        | BNP Paribas Nordic Open                                | ATP 250             | Hardcourt (i) | 28S / 16Q / 16D       | € 690.135     | € 767.455    |
| 43 | 21. oktober   | Basel            | Swiss Indoors Basel                                    | ATP 500             | Hardcourt (i) | 32S / 16Q / 16D / 4DQ | € 2.385.100   | € 2.540.835  |
| 43 | 21. oktober   | Wien             | Erste Bank Open                                        | ATP 500             | Hardcourt (i) | 32S / 16Q / 16D / 4DQ | € 2.470.310   | € 2.626.045  |
| 44 | 28. oktober   | Paris            | Rolex Paris Masters                                    | ATP Masters 1000    | Hardcourt (i) | 48S / 24Q / 24D       | € 5.950.575   | € 6.946.835  |
| 45 | 5. november   | Beograd          | Belgrade Open                                          | ATP 250             | Hardcourt (i) | 28S / 16Q / 16D       | € 750.000     | € 829.365    |
| 45 | 5. november   | Metz             | Moselle Open                                           | ATP 250             | Hardcourt (i) | 28S / 16Q / 16D       | € 579.320     | € 651.865    |
| 46 | 10. november  | Torino           | Nitto ATP Finals                                       | ATP Finals          | Hardcourt (i) | 8S / 8D               | $ 15.250.000  | $ 15.250.000 |
| 47 | 19. november  | Malaga           | Davis Cup-slutrunde **                                 | Davis Cup           | Hardcourt (i) | 8 hold                |               |              |
| 51 | 18. december  | Jeddah           | Next Gen ATP Finals presented by NEOM                  | Next Gen ATP Finals | Hardcourt (i) | 8S                    | $ 2.050.000   | $ 2.050.000  |
| Noter * Grand slam-turneringerne er ikke en del af ATP Tour, men de er en del af tourens kalender og giver point til ATP's verdensrangliste. ** Davis Cup og OL er ikke en del af ATP Tour, men turneringerne er en del af tourens kalender. (i) Indendørs |               |                  |                                                        |                     |               |                       |               |              |

## Finaler

### Single
| Uge | Værtsby                  | Turnering                                              | Vinder                     | Finalist                 | Finaleres.               | 1.-præmie                | 2.-præmie                |
| Grand slam-turneringer * | Grand slam-turneringer * | Grand slam-turneringer *                               | Grand slam-turneringer *   | Grand slam-turneringer * | Grand slam-turneringer * | Grand slam-turneringer * | Grand slam-turneringer * |
| --- | ------------------------ | ------------------------------------------------------ | -------------------------- | ------------------------ | ------------------------ | ------------------------ | ------------------------ |
| 3-4 | Melbourne                | Australian Open                                        | Jannik Sinner              | Daniil Medvedev          | 3–6, 3–6, 6–4, 6–4, 6–3  | A$ 3.150.000             | A$ 1.725.000             |
| 21-22 | Paris                    | Roland-Garros                                          | Carlos Alcaraz             | Alexander Zverev         | 6–3, 2–6, 5–7, 6–1, 6–2  | € 2.400.000              | € 1.200.000              |
| 26-27 | London                   | Wimbledon-mesterskaberne                               | Carlos Alcaraz             | Novak Djokovic           | 6–2, 6–2, 7–6(4)         | £ 2.700.000              | £ 1.400.000              |
| 35-36 | New York City            | US Open                                                | Jannik Sinner              | Taylor Fritz             | 6–3, 6–4, 7–5            | $ 3.600.000              | $ 1.800.000              |
| Sæsonafsluttende turneringer |                          |                                                        |                            |                          |                          |                          |                          |
| 46 | Torino                   | Nitto ATP Finals                                       | Jannik Sinner              | Taylor Fritz             | 6–4, 6–4                 | $ 4.881.500              | $ 2.247.400              |
| 51 | Jeddah                   | Next Gen ATP Finals presented by NEOM                  | João Fonseca               | Learner Tien             | 2–4, 4–3(8), 4–0, 4–2    | $ 526.480                | $ 336.820                |
| ATP Masters 1000 |                          |                                                        |                            |                          |                          |                          |                          |
| 10-11 | Indian Wells             | BNP Paribas Open                                       | Carlos Alcaraz             | Daniil Medvedev          | 7–6(5), 6–1              | $ 1.100.000              | $ 585.000                |
| 12-13 | Miami                    | Miami Open presented by Itaú                           | Jannik Sinner              | Grigor Dimitrov          | 6–3, 6–1                 | $ 1.100.000              | $ 585.000                |
| 15 | Monte-Carlo              | Rolex Monte-Carlo Masters                              | Stefanos Tsitsipas         | Casper Ruud              | 6–1, 6–4                 | € 919.075                | € 501.880                |
| 17-18 | Madrid                   | Mutua Madrid Open                                      | Andrej Rubljov             | Félix Auger-Aliassime    | 4–6, 7–5, 7–5            | € 963.225                | € 512.260                |
| 19-20 | Rom                      | Internazionali BNL d'Italia                            | Alexander Zverev           | Nicolás Jarry            | 6–4, 7–5                 | € 963.225                | € 512.260                |
| 32 | Montréal                 | National Bank Open presented by Rogers                 | Alexei Popyrin             | Andrej Rubljov           | 6–2, 6–4                 | $ 1.049.460              | $ 573.090                |
| 33 | Cincinnati               | Cincinnati Open                                        | Jannik Sinner              | Frances Tiafoe           | 7–6(4), 6–2              | $ 1.049.460              | $ 573.090                |
| 40-41 | Shanghai                 | Rolex Shanghai Masters                                 | Jannik Sinner              | Novak Djokovic           | 7–6(4), 6–3              | $ 1.100.000              | $ 585.000                |
| 44 | Paris                    | Rolex Paris Masters                                    | Alexander Zverev           | Ugo Humbert              | 6–2, 6–2                 | € 919.075                | € 501.880                |
| ATP 500 |                          |                                                        |                            |                          |                          |                          |                          |
| 7 | Rotterdam                | ABN AMRO Open                                          | Jannik Sinner              | Alex de Minaur           | 7–5, 6–4                 | € 399.215                | € 214.795                |
| 8 | Rio de Janeiro           | Rio Open presented by Claro                            | Sebastián Báez             | Mariano Navone           | 6–2, 6–1                 | $ 392.775                | $ 211.330                |
| 9 | Dubai                    | Dubai Duty Free Tennis Championships                   | Ugo Humbert                | Aleksandr Bublik         | 6–4, 6–3                 | $ 550.140                | $ 296.000                |
| 9 | Acapulco                 | Abierto Mexicano Telcel presentado por HSBC            | Alex de Minaur             | Casper Ruud              | 6–4, 6–4                 | $ 412.555                | $ 221.975                |
| 16 | Barcelona                | Barcelona Open Banc Sabadell                           | Casper Ruud                | Stefanos Tsitsipas       | 7–5, 6–3                 | $ 488.390                | $ 260.475                |
| 25 | Halle                    | Terra Wortmann Open                                    | Jannik Sinner              | Hubert Hurkacz           | 7–6(8), 7–6(2)           | € 421.790                | € 226.945                |
| 25 | London                   | Cinch Championships                                    | Tommy Paul                 | Lorenzo Musetti          | 6–1, 7–6(8)              | € 421.790                | € 226.945                |
| 29 | Hamburg                  | Hamburg Open                                           | Arthur Fils                | Alexander Zverev         | 6–3, 3–6, 7–6(1)         | € 353.750                | € 190.345                |
| 31 | Washington D.C.          | Mubadala Citi DC Open                                  | Sebastian Korda            | Flavio Cobolli           | 4–6, 6–2, 6–0            | $ 368.585                | $ 196.580                |
| 39 | Tokyo                    | Kinoshita Group Japan Open Tennis Championships        | Arthur Fils                | Ugo Humbert              | 5–7, 7–6(6), 6–3         | $ 340.010                | $ 182.950                |
| 39 | Beijing                  | China Open                                             | Carlos Alcaraz             | Jannik Sinner            | 6–7(6), 6–4, 7–6(3)      | $ 695.750                | $ 374.340                |
| 43 | Basel                    | Swiss Indoors Basel                                    | Giovanni Mpetshi Perricard | Ben Shelton              | 6–4, 7–6(4)              | € 446.045                | € 239.990                |
| 43 | Wien                     | Erste Bank Open                                        | Jack Draper                | Karen Khatjanov          | 6–4, 7–5                 | € 461.920                | € 248.540                |
| ATP 250 |                          |                                                        |                            |                          |                          |                          |                          |
| 1 | Hongkong                 | Bank of China Hong Kong Tennis Open                    | Andrej Rubljov             | Emil Ruusuvuori          | 6–4, 6–4                 | $ 100.640                | $ 58.705                 |
| 1 | Brisbane                 | Brisbane International presented by Evie               | Grigor Dimitrov            | Holger Rune              | 7–6(5), 6–4              | $ 94.320                 | $ 55.035                 |
| 2 | Adelaide                 | Adelaide International                                 | Jiří Lehečka               | Jack Draper              | 4–6, 6–4, 6–3            | $ 100.665                | $ 58.720                 |
| 2 | Auckland                 | ASB Classic                                            | Alejandro Tabilo           | Taro Daniel              | 6–2, 7–5                 | $ 100.640                | $ 58.705                 |
| 5 | Montpellier              | Open Sud de France-Montpellier                         | Aleksandr Bublik           | Borna Ćorić              | 5–7, 6–2, 6–3            | € 88.125                 | € 51.400                 |
| 6 | Córdoba                  | Córdoba Open                                           | Luciano Darderi            | Facundo Bagnis           | 6–1, 6–4                 | $ 85.535                 | $ 49.900                 |
| 6 | Dallas                   | Dallas Open                                            | Tommy Paul                 | Marcos Giron             | 7–6(3), 5–7, 6–3         | $ 114.970                | $ 67.070                 |
| 6 | Marseille                | Open 13 Provence                                       | Ugo Humbert                | Grigor Dimitrov          | 6–4, 6–3                 | € 110.115                | € 64.240                 |
| 7 | Buenos Aires             | Argentina Open                                         | Facundo Díaz Acosta        | Nicolás Jarry            | 6–3, 6–4                 | $ 97.745                 | $ 57.015                 |
| 7 | Delray Beach             | Delray Beach Open                                      | Taylor Fritz               | Tommy Paul               | 6–2, 6–3                 | $ 100.635                | $ 58.700                 |
| 8 | Doha                     | Qatar Exxonmobil Open                                  | Karen Khatjanov            | Jakub Menšík             | 7–6(12), 6–4             | $ 212.300                | $ 123.840                |
| 8 | Los Cabos                | Mifel Tennis Open by Telcel Oppo                       | Jordan Thompson            | Casper Ruud              | 6–3, 7–6(4)              | $ 139.190                | $ 81.195                 |
| 9 | Santiago                 | Movistar Chile Open                                    | Sebastián Báez             | Alejandro Tabilo         | 3–6, 6–0, 6–4            | $ 100.640                | $ 58.705                 |
| 14 | Estoril                  | Millennium Estoril Open                                | Hubert Hurkacz             | Pedro Martínez           | 6–3, 6–4                 | € 88.125                 | € 51.400                 |
| 14 | Marrakech                | Grand Prix Hassan II                                   | Matteo Berrettini          | Roberto Carballés Baena  | 7–5, 6–2                 | € 88.125                 | € 51.400                 |
| 14 | Houston                  | Fayez Sarofim & Co. U.S. Men's Clay Court Championship | Ben Shelton                | Frances Tiafoe           | 7–5, 4–6, 6–3            | $ 100.635                | $ 58.700                 |
| 16 | München                  | BMW Open by American Express                           | Jan-Lennard Struff         | Taylor Fritz             | 7–5, 6–3                 | € 88.125                 | € 51.400                 |
| 16 | Bukarest                 | Tiriac Open                                            | Márton Fucsovics           | Mariano Navone           | 6–4, 7–5                 | € 88.125                 | € 51.400                 |
| 21 | Genève                   | Gonet Geneva Open                                      | Casper Ruud                | Tomáš Macháč             | 7–5, 6–3                 | € 88.125                 | € 51.400                 |
| 21 | Lyon                     | Open Parc                                              | Giovanni Mpetshi Perricard | Tomás Martín Etcheverry  | 6–4, 1–6, 7–6(7)         | € 88.125                 | € 51.400                 |
| 24 | Stuttgart                | BOSS Open                                              | Jack Draper                | Matteo Berrettini        | 3–6, 7–6(5), 6–4         | € 111.785                | € 65.205                 |
| 24 | 's-Hertogenbosch         | Libema Open                                            | Alex de Minaur             | Sebastian Korda          | 6–2, 6–4                 | € 104.985                | € 61.235                 |
| 26 | Mallorca                 | Mallorca Championships                                 | Alejandro Tabilo           | Sebastian Ofner          | 6–3, 6–4                 | € 141.795                | € 82.715                 |
| 26 | Eastbourne               | Rothesay International                                 | Taylor Fritz               | Max Purcell              | 6–4, 6–3                 | € 112.555                | € 65.660                 |
| 29 | Newport                  | Infosys Hall of Fame Open                              | Marcos Giron               | Alex Michelsen           | 6–7(4), 6–3, 7–5         | $ 100.635                | $ 58.700                 |
| 29 | Gstaad                   | EFG Swiss Open Gstaad                                  | Matteo Berrettini          | Quentin Halys            | 6–3, 6–1                 | € 88.125                 | € 51.400                 |
| 29 | Båstad                   | Nordea Open                                            | Nuno Borges                | Rafael Nadal             | 6–3, 6–2                 | € 88.125                 | € 51.400                 |
| 30 | Kitzbühel                | Generali Open                                          | Matteo Berrettini          | Hugo Gaston              | 7–5, 6–3                 | € 88.125                 | € 51.400                 |
| 30 | Umag                     | Plava Laguna Croatia Open Umag                         | Francisco Cerúndolo        | Lorenzo Musetti          | 2–6, 6–4, 7–6(5)         | € 88.125                 | € 51.400                 |
| 30 | Atlanta                  | Atlanta Open                                           | Yoshihito Nishioka         | Jordan Thompson          | 4–6, 7–6(2), 6–2         | $ 114.970                | $ 67.070                 |
| 34 | Winston-Salem            | Winston-Salem Open                                     | Lorenzo Sonego             | Alex Michelsen           | 6–0, 6–3                 | $ 107.060                | $ 61.435                 |
| 38 | Chengdu                  | Chengdu Open                                           | Shang Juncheng             | Lorenzo Musetti          | 7–6(4), 6–1              | $ 178.195                | $ 103.950                |
| 38 | Hangzhou                 | Hangzhou Open                                          | Marin Čilić                | Zhang Zhizhen            | 7–6(5), 7–6(5)           | $ 152.240                | $ 88.795                 |
| 42 | Antwerpen                | European Open                                          | Roberto Bautista Agut      | Jiří Lehečka             | 7–5, 6–1                 | € 104.985                | € 61.235                 |
| 42 | Almaty                   | Almaty Open                                            | Karen Khatjanov            | Gabriel Diallo           | 6–2, 5–7, 6–3            | $ 157.695                | $ 91.985                 |
| 42 | Stockholm                | BNP Paribas Nordic Open                                | Tommy Paul                 | Grigor Dimitrov          | 6–4, 6–3                 | € 104.985                | € 61.235                 |
| 45 | Beograd                  | Belgrade Open                                          | Denis Shapovalov           | Hamad Medjedovic         | 6–4, 6–4                 | € 114.055                | € 66.555                 |
| 45 | Metz                     | Moselle Open                                           | Benjamin Bonzi             | Cameron Norrie           | 7–6(6), 6–4              | € 88.125                 | € 51.400                 |
| Noter * Grand slam-turneringerne er ikke en del af ATP Tour, men de er en del af tourens kalender og giver point til ATP's verdensrangliste. |                          |                                                        |                            |                          |                          |                          |                          |

### Double
| Uge | Værtsby                  | Turnering                                              | Vinder                                       | Finalist                               | Finaleres.                | 1.-præmie                | 2.-præmie                |
| Grand slam-turneringer * | Grand slam-turneringer * | Grand slam-turneringer *                               | Grand slam-turneringer *                     | Grand slam-turneringer *               | Grand slam-turneringer *  | Grand slam-turneringer * | Grand slam-turneringer * |
| --- | ------------------------ | ------------------------------------------------------ | -------------------------------------------- | -------------------------------------- | ------------------------- | ------------------------ | ------------------------ |
| 3-4 | Melbourne                | Australian Open                                        | Rohan Bopanna Matthew Ebden                  | Simone Bolelli Andrea Vavassori        | 7–6(0), 7–5               | A$ 730.000               | A$ 400.000               |
| 21-22 | Paris                    | Roland-Garros                                          | Marcelo Arévalo Mate Pavić                   | Simone Bolelli Andrea Vavassori        | 7–5, 6–3                  | € 590.000                | € 295.000                |
| 26-27 | London                   | Wimbledon-mesterskaberne                               | Harri Heliövaara Henry Patten                | Max Purcell Jordan Thompson            | 6–7(7), 7–6(8), 7–6(11-9) | £ 650.000                | £ 330.000                |
| 35-36 | New York City            | US Open                                                | Max Purcell Jordan Thompson                  | Kevin Krawietz Tim Pütz                | 6–4, 7–6(4)               | $ 750.000                | $ 375.000                |
| Sæsonafsluttende turneringer |                          |                                                        |                                              |                                        |                           |                          |                          |
| 46 | Torino                   | Nitto ATP Finals                                       | Kevin Krawietz Tim Pütz                      | Marcelo Arévalo Mate Pavić             | 7–6(5), 7–6(6)            | $ 862.700                | $ 505.900                |
| ATP Masters 1000 |                          |                                                        |                                              |                                        |                           |                          |                          |
| 10-11 | Indian Wells             | BNP Paribas Open                                       | Wesley Koolhof Nikola Mektić                 | Marcel Granollers Horacio Zeballos     | 7–6(2), 7–6(4)            | $ 447.300                | $ 236.800                |
| 12-13 | Miami                    | Miami Open presented by Itaú                           | Rohan Bopanna Matthew Ebden                  | Ivan Dodig Austin Krajicek             | 6–7(3), 6–3, [10–6]       | $ 447.300                | $ 236.800                |
| 15 | Monte-Carlo              | Rolex Monte-Carlo Masters                              | Sander Gillé Joran Vliegen                   | Marcelo Melo Alexander Zverev          | 5–7, 6–3, [10–5]          | € 281.960                | € 153.170                |
| 17-18 | Madrid                   | Mutua Madrid Open                                      | Sebastian Korda Jordan Thompson              | Ariel Behar Adam Pavlásek              | 6–3, 7–6(7)               | € 391.680                | € 207.660                |
| 19-20 | Rom                      | Internazionali BNL d'Italia                            | Marcel Granollers Horacio Zeballos           | Marcelo Arévalo Mate Pavić             | 6–2, 6–2                  | € 391.680                | € 207.360                |
| 32 | Montréal                 | National Bank Open presented by Rogers                 | Marcel Granollers Horacio Zeballos           | Rajeev Ram Joe Salisbury               | 6–2, 7–6(4)               | $ 322.000                | $ 174.920                |
| 33 | Cincinnati               | Cincinnati Open                                        | Marcelo Arévalo Mate Pavić                   | Mackenzie McDonald Alex Michelsen      | 6–2, 6–4                  | $ 322.000                | $ 174.920                |
| 40-41 | Shanghai                 | Rolex Shanghai Masters                                 | Wesley Koolhof Nikola Mektić                 | Máximo González Andrés Molteni         | 6–4, 6–4                  | $ 447.300                | $ 236.800                |
| 44 | Paris                    | Rolex Paris Masters                                    | Wesley Koolhof Nikola Mektić                 | Lloyd Glasspool Adam Pavlásek          | 3–6, 6–3, [10–5]          | € 310.900                | € 162.490                |
| ATP 500 |                          |                                                        |                                              |                                        |                           |                          |                          |
| 7 | Rotterdam                | ABN AMRO Open                                          | Wesley Koolhof Nikola Mektić                 | Robin Haase Botic van de Zandschulp    | 6–3, 7–5                  | € 131.140                | € 69.940                 |
| 8 | Rio de Janeiro           | Rio Open presented by Claro                            | Nicolás Barrientos Rafael Matos              | Alexander Erler Lucas Miedler          | 6–4, 6–3                  | $ 129.010                | $ 68.800                 |
| 9 | Dubai                    | Dubai Duty Free Tennis Championships                   | Tallon Griekspoor Jan-Lennard Struff         | Ivan Dodig Austin Krajicek             | 6–4, 4–6, [10–6]          | $ 180.700                | $ 96.370                 |
| 9 | Acapulco                 | Abierto Mexicano Telcel presentado por HSBC            | Hugo Nys Jan Zieliński                       | Santiago González Neal Skupski         | 6–3, 6–2                  | $ 135.510                | $ 72.270                 |
| 16 | Barcelona                | Barcelona Open Banc Sabadell                           | Máximo González Andrés Molteni               | Hugo Nys Jan Zieliński                 | 4–6, 6–4, [11–9]          | $ 170.940                | $ 91.170                 |
| 25 | Halle                    | Terra Wortmann Open                                    | Simone Bolelli Andrea Vavassori              | Kevin Krawietz Tim Pütz                | 7–6(3), 7–6(5)            | € 138.550                | € 73.900                 |
| 25 | London                   | Cinch Championships                                    | Neal Skupski Michael Venus                   | Taylor Fritz Karen Khatjanov           | 4–6, 7–6(5), [10–8]       | € 138.550                | € 73.900                 |
| 29 | Hamburg                  | Hamburg Open                                           | Kevin Krawietz Tim Pütz                      | Fabien Reboul Édouard Roger-Vasselin   | 7–6(8), 6–2               | € 116.220                | € 61.980                 |
| 31 | Washington D.C.          | Mubadala Citi DC Open                                  | Nathaniel Lammons Jackson Withrow            | Rafael Matos Marcelo Melo              | 7–5, 6–3                  | $ 129.010                | $ 68.800                 |
| 39 | Tokyo                    | Kinoshita Group Japan Open Tennis Championships        | Julian Cash Lloyd Glasspool                  | Ariel Behar Robert Galloway            | 6–4, 4–6, [12–10]         | $ 111.690                | $ 59.570                 |
| 39 | Beijing                  | China Open                                             | Simone Bolelli Andrea Vavassori              | Harri Heliövaara Henry Patten          | 4–6, 6–3, [10–5]          | $ 228.510                | $ 121.870                |
| 43 | Basel                    | Swiss Indoors Basel                                    | Jamie Murray John Peers                      | Wesley Koolhof Nikola Mektić           | 6–3, 7–5                  | € 146.500                | € 78.135                 |
| 43 | Wien                     | Erste Bank Open                                        | Alexander Erler Lucas Miedler                | Neal Skupski Michael Venus             | 4–6, 6–3, [10–1]          | € 151.740                | € 80.930                 |
| ATP 250 |                          |                                                        |                                              |                                        |                           |                          |                          |
| 1 | Hongkong                 | Bank of China Hong Kong Tennis Open                    | Marcelo Arévalo Mate Pavić                   | Sander Gillé Joran Vliegen             | 7–6(3), 6–4               | $ 35.000                 | $ 18.800                 |
| 1 | Brisbane                 | Brisbane International presented by Evie               | Lloyd Glasspool Jean-Julien Rojer            | Kevin Krawietz Tim Pütz                | 7–6(3), 5–7, [12–10]      | $ 34.600                 | $ 18.000                 |
| 2 | Adelaide                 | Adelaide International                                 | Rajeev Ram Joe Salisbury                     | Rohan Bopanna Matthew Ebden            | 7–5, 5–7, [11–9]          | $ 34.600                 | $ 18.000                 |
| 2 | Auckland                 | ASB Classic                                            | Wesley Koolhof Nikola Mektić                 | Marcel Granollers Horacio Zeballos     | 6–3, 6–7(5), [10–7]       | $ 35.000                 | $ 18.800                 |
| 5 | Montpellier              | Open Sud de France-Montpellier                         | Sadio Doumbia Fabien Reboul                  | Albano Olivetti Sam Weissborn          | 6–7(5), 6–4, [10–6]       | € 30.610                 | € 16.380                 |
| 6 | Córdoba                  | Córdoba Open                                           | Máximo González Andrés Molteni               | Sadio Doumbia Fabien Reboul            | 6–4, 6–1                  | $ 29.720                 | $ 15.900                 |
| 6 | Dallas                   | Dallas Open                                            | Max Purcell Jordan Thompson                  | William Blumberg Rinky Hijikata        | 6–4, 2–6, [10–8]          | $ 39.950                 | $ 21.380                 |
| 6 | Marseille                | Open 13 Provence                                       | Tomáš Macháč Zhang Zhizhen                   | Patrik Niklas-Salminen Emil Ruusuvuori | 6–3, 6–4                  | € 28.260                 | € 20.470                 |
| 7 | Buenos Aires             | Argentina Open                                         | Simone Bolelli Andrea Vavassori              | Marcel Granollers Horacio Zeballos     | 6–2, 7–6(6)               | $ 33.960                 | $ 18.170                 |
| 7 | Delray Beach             | Delray Beach Open                                      | Julian Cash Robert Galloway                  | Santiago González Neal Skupski         | 5–7, 7–5, [10–2]          | $ 34.960                 | $ 18.710                 |
| 8 | Doha                     | Qatar Exxonmobil Open                                  | Jamie Murray Michael Venus                   | Lorenzo Musetti Lorenzo Sonego         | 7–6(0), 2–6, [10–8]       | $ 73.770                 | $ 39.470                 |
| 8 | Los Cabos                | Mifel Tennis Open by Telcel Oppo                       | Max Purcell Jordan Thompson                  | Gonzalo Escobar Aleksandr Nedovjesov   | 7–5, 7–6(2)               | $ 48.360                 | $ 25.880                 |
| 9 | Santiago                 | Movistar Chile Open                                    | Tomás Barrios Vera Alejandro Tabilo          | Orlando Luz Matías Soto                | 6–2, 6–4                  | $ 34.960                 | $ 18.710                 |
| 14 | Estoril                  | Millennium Estoril Open                                | Gonzalo Escobar Aleksandr Nedovjesov         | Sadio Doumbia Fabien Reboul            | 7–5, 6–2                  | € 30.610                 | € 16.380                 |
| 14 | Marrakech                | Grand Prix Hassan II                                   | Harri Heliövaara Henry Patten                | Alexander Erler Lucas Miedler          | 3–6, 6–4, [10–4]          | € 30.610                 | € 16.380                 |
| 14 | Houston                  | Fayez Sarofim & Co. U.S. Men's Clay Court Championship | Max Purcell Jordan Thompson                  | William Blumberg John Peers            | 7–5, 6–1                  | $ 34.960                 | $ 18.710                 |
| 16 | München                  | BMW Open by American Express                           | Yuki Bhambri Albano Olivetti                 | Andreas Mies Jan-Lennard Struff        | 7–6(6), 7–6(5)            | € 30.610                 | € 16.380                 |
| 16 | Bukarest                 | Tiriac Open                                            | Sadio Doumbia Fabien Reboul                  | Harri Heliövaara Henry Patten          | 6–3, 7–5                  | € 30.610                 | € 16.380                 |
| 21 | Genève                   | Gonet Geneva Open                                      | Marcelo Arévalo Mate Pavić                   | Lloyd Glasspool Jean-Julien Rojer      | 7–6(2), 7–5               | € 30.610                 | € 16.380                 |
| 21 | Lyon                     | Open Parc                                              | Harri Heliövaara Henry Patten                | Yuki Bhambri Albano Olivetti           | 3–6, 7–6(4), [10–8]       | € 30.610                 | € 16.380                 |
| 24 | Stuttgart                | BOSS Open                                              | Rafael Matos Marcelo Melo                    | Julian Cash Robert Galloway            | 3–6, 6–3, [10–8]          | € 38.840                 | € 20.780                 |
| 24 | 's-Hertogenbosch         | Libema Open                                            | Nathaniel Lammons Jackson Withrow            | Wesley Koolhof Nikola Mektić           | 7–6(5), 7–6(3)            | € 36.470                 | € 19.510                 |
| 26 | Mallorca                 | Mallorca Championships                                 | Julian Cash Robert Galloway                  | Diego Hidalgo Alejandro Tabilo         | 6–4, 6–4                  | € 49.260                 | € 26.360                 |
| 26 | Eastbourne               | Rothesay International                                 | Neal Skupski Michael Venus                   | Matthew Ebden John Peers               | 4–6, 7–6(2), [11–9]       | € 39.110                 | € 20.930                 |
| 29 | Newport                  | Infosys Hall of Fame Open                              | André Göransson Sam Verbeek                  | Robert Cash James Tracy                | 6–3, 6–4                  | $ 34.960                 | $ 18.710                 |
| 29 | Gstaad                   | EFG Swiss Open Gstaad                                  | Yuki Bhambri Albano Olivetti                 | Ugo Humbert Fabrice Martin             | 3–6, 6–3, [10–6]          | € 30.610                 | € 16.380                 |
| 29 | Båstad                   | Nordea Open                                            | Orlando Luz Rafael Matos                     | Manuel Guinard Grégoire Jacq           | 7–5, 6–4                  | € 30.610                 | € 16.380                 |
| 30 | Kitzbühel                | Generali Open                                          | Alexander Erler Andreas Mies                 | Constantin Frantzen Hendrik Jebens     | 6–3, 3–6, [10–6]          | € 30.610                 | € 16.380                 |
| 30 | Umag                     | Plava Laguna Croatia Open Umag                         | Guido Andreozzi Miguel Á. Reyes-Varela       | Manuel Guinard Grégoire Jacq           | 6–4, 6–2                  | € 30.610                 | € 16.380                 |
| 30 | Atlanta                  | Atlanta Open                                           | Nathaniel Lammons Jackson Withrow            | André Göransson Sem Verbeek            | 4–6, 6–4, [12–10]         | $ 39.950                 | $ 21.380                 |
| 34 | Winston-Salem            | Winston-Salem Open                                     | Nathaniel Lammons Jackson Withrow            | Julian Cash Robert Galloway            | 6–4, 6–3                  | $ 42.120                 | $ 22.050                 |
| 38 | Chengdu                  | Chengdu Open                                           | Sadio Doumbia Fabien Reboul                  | Yuki Bhambri Albano Olivetti           | 6–4, 4–6, [10–4]          | $ 61.920                 | $ 33.130                 |
| 38 | Hangzhou                 | Hangzhou Open                                          | Jeevan Nedunchezhiyan Vijay Sundar Prashanth | Constantin Frantzen Hendrik Jebens     | 4–6, 7–6(5), [10–7]       | $ 52.880                 | $ 28.290                 |
| 42 | Antwerpen                | European Open                                          | Alexander Erler Lucas Miedler                | Robert Galloway Aleksandr Nedovjesov   | 6–1, 1–6, [10–8]          | € 36.470                 | € 19.510                 |
| 42 | Almaty                   | Almaty Open                                            | Rithvik Choudary Bollipalli Arjun Kadhe      | Nicolás Barrientos Skander Mansouri    | 4–6, 7–6(3), [14–12]      | $ 54.780                 | $ 29.310                 |
| 42 | Stockholm                | BNP Paribas Nordic Open                                | Harri Heliövaara Henry Patten                | Petr Nouza Patrik Rikl                 | 7–5, 6–3                  | € 36.470                 | € 19.510                 |
| 45 | Beograd                  | Belgrade Open                                          | Jamie Murray John Peers                      | Ivan Dodig Skander Mansouri            | 3–6, 7–6(5), [11–9]       | € 39.630                 | € 21.210                 |
| 45 | Metz                     | Moselle Open                                           | Sander Arends Luke Johnson                   | Pierre-Hugues Herbert Albano Olivetti  | 6–4, 3–6, [10–3]          | € 30.610                 | € 16.380                 |
| Noter * Grand slam-turneringerne er ikke en del af ATP Tour, men de er en del af tourens kalender og giver point til ATP's verdensrangliste. |                          |                                                        |                                              |                                        |                           |                          |                          |

### Hold
| 0-1 | Perth, Sydney | United Cup | Tyskland Alexander Zverev Angelique Kerber Maximilian Marterer Tatjana Maria Kai Wehnelt Laura Siegemund | Polen Hubert Hurkacz Iga Świątek Daniel Michalski Katarzyna Kawa Jan Zieliński Katarzyna Piter | 2–1 |

## Priser
ATP Awards 2024 blev uddelt til følgende modtagere.
| Pris                                | Vinder                                 | Ref.   |
| ----------------------------------- | -------------------------------------- | ------ |
| ATP Nr. 1                           | Jannik Sinner                          | [ 5 ]  |
| ATP Double Nr. 1                    | Marcelo Arévalo Nikola Mektić          | [ 5 ]  |
| Årets comeback-spiller              | Matteo Berrettini                      | [ 6 ]  |
| Årets mest forbedrede spiller       | Giovanni Mpetshi Perricard             | [ 7 ]  |
| Årets "newcomer"                    | Jakub Menšík                           | [ 8 ]  |
| Stefan Edberg sportsmanship-pris    | Grigor Dimitrov                        | [ 9 ]  |
| Arthur Ashe humanitær pris          | Dominic Thiem                          | [ 5 ]  |
| Årets fanfavorit (single)           | Jannik Sinner                          | [ 10 ] |
| Årets fanfavorit (double)           | Simone Bolelli Andrea Vavassori        | [ 11 ] |
| Årets træner                        | Michael Russell (Taylor Fritz' træner) | [ 12 ] |
| Årets ATP Masters 1000-turnering    | Indian Wells Open                      | [ 13 ] |
| Årets ATP 500-turnering             | Queen's Club-mesterskaberne            | [ 13 ] |
| Årets ATP 250-turnering             | Qatar Open                             | [ 13 ] |
| Årets ATP Challenger Tour-turnering | Mexico City Open                       | [ 5 ]  |
| Ron Bookman Media Excellence Award  | Joan Solsano                           | [ 14 ] |

## Verdensranglisten
ATP's verdensranglister pr. 18. november 2024 gjaldt som rangeringen ved sæsonens afslutning.

### Single

#### Pointsystem
Turneringerne var fordelt på følgende turneringskategorier med angivelse af de tilhørende ranglistepoint, spillerne opnåede afhængig af deres resultater. I forhold til tidligere sæsoner, var pointsystemet i single blevet justeret, således pointtallet for at alle andre resultater end turneringssejre var blevet øget en smule.
| Kategori | Antal turn. | Antal deltagere | Ranglistepoint i single | Ranglistepoint i single | Ranglistepoint i single | Ranglistepoint i single         | Ranglistepoint i single         | Ranglistepoint i single         | Ranglistepoint i single         | Ranglistepoint i single         | Ranglistepoint i single         | Ranglistepoint i single         | Ranglistepoint i single         | Ranglistepoint i single         |
| Kategori | Antal turn. | Antal deltagere | V                       | F                       | 1/2                     | 1/4                             | 1/8                             | 1/16                            | 1/32                            | 1/64                            | Q                               | Q3                              | Q2                              | Q1                              |
| --- | ----------- | --------------- | ----------------------- | ----------------------- | ----------------------- | ------------------------------- | ------------------------------- | ------------------------------- | ------------------------------- | ------------------------------- | ------------------------------- | ------------------------------- | ------------------------------- | ------------------------------- |
| Grand slam * | 4           | 128             | 2000                    | 1300                    | 800                     | 400                             | 200                             | 100                             | 50                              | 10                              | 30                              | 16                              | 8                               | 0                               |
| ATP Finals | 1           | 8               | G+900                   | G+400                   | G+0                     | Gruppespil: 200 pr. vundet kamp | Gruppespil: 200 pr. vundet kamp | Gruppespil: 200 pr. vundet kamp | Gruppespil: 200 pr. vundet kamp | Gruppespil: 200 pr. vundet kamp | Gruppespil: 200 pr. vundet kamp | Gruppespil: 200 pr. vundet kamp | Gruppespil: 200 pr. vundet kamp | Gruppespil: 200 pr. vundet kamp |
| Next Gen ATP Finals | 1           | 8               | -                       | -                       | -                       | -                               | -                               | -                               | -                               | -                               | -                               | -                               | -                               | -                               |
| ATP Masters 1000 | 9           | 96              | 1000                    | 650                     | 400                     | 200                             | 100                             | 50                              | 30                              | 10                              | 20                              | -                               | 10                              | 0                               |
| ATP Masters 1000 | 9           | 48-56           | 1000                    | 650                     | 400                     | 200                             | 100                             | 50                              | 10                              | -                               | 30                              | -                               | 16                              | 0                               |
| ATP 500 | 13          | 48              | 500                     | 330                     | 200                     | 100                             | 50                              | 25                              | 0                               | -                               | 16                              | -                               | 8                               | 0                               |
| ATP 500 | 13          | 32              | 500                     | 330                     | 200                     | 100                             | 50                              | 0                               | -                               | -                               | 25                              | -                               | 13                              | 0                               |
| ATP 250 | 38          | 48              | 250                     | 165                     | 100                     | 50                              | 25                              | 13                              | 0                               | -                               | 8                               | -                               | 4                               | 0                               |
| ATP 250 | 38          | 28-32           | 250                     | 165                     | 100                     | 50                              | 25                              | 0                               | -                               | -                               | 13                              | -                               | 7                               | 0                               |
| United Cup | 1           | 18 hold         | Maks. 500               | Maks. 500               | Maks. 500               | Maks. 500                       | Maks. 500                       | Maks. 500                       | Maks. 500                       | Maks. 500                       | Maks. 500                       | Maks. 500                       | Maks. 500                       | Maks. 500                       |
| Note * Grand slam-turneringerne er ikke en del af ATP Tour, men de er en del af tourens kalender og giver point til ATP's verdensrangliste. |             |                 |                         |                         |                         |                                 |                                 |                                 |                                 |                                 |                                 |                                 |                                 |                                 |

#### Rangliste
| Plac.           | Plac. | Plac. | Spiller                       | Alder | Point | Turn. | Præmiepenge  | Vundne ATP-turneringer                                                              |
| 2024            | 2023  | Ændr. | Spiller                       | Alder | Point | Turn. | Præmiepenge  | Vundne ATP-turneringer                                                              |
| --------------- | ----- | ----- | ----------------------------- | ----- | ----- | ----- | ------------ | ----------------------------------------------------------------------------------- |
| 1               | 4     | 3     | Jannik Sinner                 | 23    | 11830 | 17    | $ 16.914.035 | Australian Open, US Open, ATP Finals, Miami, Cincinnati, Shanghai, Rotterdam, Halle |
| 2               | 7     | 5     | Alexander Zverev              | 27    | 7915  | 21    | $ 8.839.406  | Rom, Paris                                                                          |
| 3               | 2     | 1     | Carlos Alcaraz                | 21    | 7010  | 18    | $ 9.850.338  | Roland-Garros, Wimbledon, Indian Wells, Beijing                                     |
| 4               | 10    | 6     | Taylor Fritz                  | 27    | 5100  | 22    | $ 6.915.586  | Delray Beach, Eastbourne                                                            |
| 5               | 3     | 2     | Daniil Medvedev               | 28    | 5030  | 17    | $ 5.573.010  |                                                                                     |
| 6               | 11    | 5     | Casper Ruud                   | 25    | 4255  | 25    | $ 5.010.351  | Barcelona, Genève                                                                   |
| 7               | 1     | 6     | Novak Djokovic                | 37    | 3910  | 18    | $ 4.421.915  |                                                                                     |
| 8               | 5     | 3     | Andrej Rubljov                | 27    | 3760  | 27    | $ 4.067.753  | Madrid, Hongkong                                                                    |
| 9               | 12    | 3     | Alex de Minaur                | 25    | 3745  | 23    | $ 4.041.718  | Acapulco, 's-Hertogenbosch                                                          |
| 10              | 14    | 4     | Grigor Dimitrov               | 33    | 3350  | 19    | $ 3.169.105  | Brisbane                                                                            |
| 11              | 6     | 5     | Stefanos Tsitsipas            | 26    | 3165  | 22    | $ 3.392.603  | Monte-Carlo                                                                         |
| 12              | 13    | 1     | Tommy Paul                    | 27    | 3145  | 21    | $ 2.912.091  | Queen's, Dallas, Stockholm                                                          |
| 13              | 8     | 5     | Holger Rune                   | 21    | 3025  | 23    | $ 2.673.232  |                                                                                     |
| 14              | 20    | 6     | Ugo Humbert                   | 26    | 2765  | 26    | $ 2.767.446  | Dubai, Marseille                                                                    |
| 15              | 60    | 45    | Jack Draper                   | 22    | 2685  | 22    | $ 2.707.707  | Wien, Stuttgart                                                                     |
| 16              | 9     | 7     | Hubert Hurkacz                | 27    | 2640  | 20    | $ 2.701.708  | Estoril                                                                             |
| 17              | 27    | 10    | Lorenzo Musetti               | 22    | 2600  | 29    | $ 2.646.694  |                                                                                     |
| 18              | 16    | 2     | Frances Tiafoe                | 26    | 2585  | 26    | $ 2.699.718  |                                                                                     |
| 19              | 15    | 4     | Karen Khatjanov               | 28    | 2410  | 24    | $ 2.413.465  | Doha                                                                                |
| 20              | 36    | 16    | Arthur Fils                   | 20    | 2355  | 26    | $ 2.174.206  | Hamburg, Tokyo                                                                      |
| 21              | 17    | 4     | Ben Shelton                   | 22    | 2330  | 25    | $ 2.222.233  | Houston                                                                             |
| 22              | 106   | 84    | Alejandro Tabilo              | 27    | 2018  | 26    | $ 1.648.299  | Auckland, Mallorca                                                                  |
| 23              | 24    | 1     | Sebastian Korda               | 24    | 1985  | 23    | $ 1.902.107  | Washington                                                                          |
| 24              | 40    | 16    | Alexei Popyrin                | 25    | 1865  | 22    | $ 2.301.802  | Montréal                                                                            |
| 25              | 78    | 53    | Tomáš Macháč                  | 24    | 1758  | 22    | $ 1.800.531  |                                                                                     |
| 26              | 56    | 30    | Jordan Thompson               | 30    | 1745  | 25    | $ 1.683.840  | Los Cabos                                                                           |
| 27              | 28    | 1     | Sebastián Báez                | 23    | 1690  | 28    | $ 1.683.092  | Rio de Janeiro, Santiago                                                            |
| 28              | 31    | 3     | Jiří Lehečka                  | 23    | 1660  | 21    | $ 1.527.318  | Adelaide                                                                            |
| 29              | 29    | 0     | Félix Auger-Aliassime         | 24    | 1635  | 24    | $ 1.753.111  |                                                                                     |
| 30              | 21    | 9     | Francisco Cerúndolo           | 26    | 1620  | 30    | $ 1.686.753  | Umag                                                                                |
| 31              | 206   | 175   | Giovanni Mpetshi Perricard    | 21    | 1561  | 27    | $ 1.397.441  | Basel, Lyon                                                                         |
| 32              | 100   | 68    | Flavio Cobolli                | 22    | 1472  | 27    | $ 1.544.117  |                                                                                     |
| 33              | 79    | 46    | Nuno Borges                   | 27    | 1445  | 28    | $ 1.375.761  | Båstad                                                                              |
| 34              | 32    | 2     | Aleksandr Bublik              | 27    | 1420  | 25    | $ 1.527.508  | Montpellier                                                                         |
| 35              | 90    | 55    | Matteo Berrettini             | 28    | 1380  | 20    | $ 917.656    | Marrakech, Gstaad, Kitzbühel                                                        |
| 36              | 19    | 17    | Nicolás Jarry                 | 29    | 1370  | 23    | $ 1.721.544  |                                                                                     |
| 37              | 44    | 7     | Matteo Arnaldi                | 23    | 1345  | 25    | $ 1.599.342  |                                                                                     |
| 38              | 133   | 95    | Brandon Nakashima             | 23    | 1335  | 32    | $ 1.391.107  |                                                                                     |
| 39              | 30    | 9     | Tomás Martín Etcheverry       | 25    | 1315  | 29    | $ 1.452.743  |                                                                                     |
| 40              | 23    | 17    | Tallon Griekspoor             | 28    | 1280  | 24    | $ 1.570.029  |                                                                                     |
| 41              | 114   | 73    | Pedro Martínez                | 27    | 1270  | 29    | $ 960.850    |                                                                                     |
| 42              | 94    | 52    | Alex Michelsen                | 20    | 1245  | 32    | $ 1.192.328  |                                                                                     |
| 43              | 25    | 18    | Jan-Lennard Struff            | 34    | 1240  | 23    | $ 1.309.920  | München                                                                             |
| 44              | 127   | 83    | Luciano Darderi               | 22    | 1198  | 30    | $ 1.027.095  | Córdoba                                                                             |
| 45              | 58    | 13    | Zhang Zhizhen                 | 28    | 1155  | 27    | $ 1.448.941  |                                                                                     |
| 46              | 62    | 16    | Roberto Bautista Agut         | 36    | 1151  | 26    | $ 1.131.745  | Antwerpen                                                                           |
| 47              | 59    | 12    | Marcos Giron                  | 31    | 1150  | 27    | $ 1.111.370  | Newport                                                                             |
| 48              | 123   | 75    | Mariano Navone                | 23    | 1148  | 27    | $ 1.005.889  |                                                                                     |
| 49              | 147   | 98    | Jakub Menšík                  | 19    | 1136  | 21    | $ 1.136.947  |                                                                                     |
| 50              | 18    | 32    | Cameron Norrie                | 29    | 1119  | 25    | $ 1.263.998  |                                                                                     |
| 51              | 184   | 133   | Shang Juncheng                | 19    | 1115  | 24    | $ 1.083.923  | Chengdu                                                                             |
| 52              | 107   | 55    | David Goffin                  | 33    | 1037  | 24    | $ 973.915    |                                                                                     |
| 53              | 47    | 6     | Lorenzo Sonego                | 29    | 1026  | 32    | $ 1.169.347  | Winston-Salem                                                                       |
| 54              | 55    | 1     | Miomir Kecmanović             | 25    | 1021  | 29    | $ 1.306.225  |                                                                                     |
| 55              | 74    | 19    | Gaël Monfils                  | 38    | 1005  | 21    | $ 1.305.034  |                                                                                     |
| 56              | 105   | 49    | Denis Shapovalov              | 25    | 981   | 25    | $ 1.138.879  | Beograd                                                                             |
| 57              | 63    | 6     | Roberto Carballés Baena       | 31    | 981   | 30    | $ 981.230    |                                                                                     |
| 58              | 64    | 6     | Fábián Marozsán               | 25    | 935   | 28    | $ 1.270.317  |                                                                                     |
| 59              | 95    | 34    | Arthur Rinderknech            | 29    | 927   | 31    | $ 1.002.430  |                                                                                     |
| 60              | 39    | 21    | Roman Safiullin               | 27    | 923   | 28    | $ 1.049.432  |                                                                                     |
| 61              | 152   | 91    | Zizou Bergs                   | 25    | 858   | 25    | $ 773.790    |                                                                                     |
| 62              | 26    | 36    | Alejandro Davidovich Fokina   | 25    | 845   | 25    | $ 1.217.056  |                                                                                     |
| 63              | 85    | 22    | Jaume Munar                   | 27    | 832   | 29    | $ 904.013    |                                                                                     |
| 64              | 128   | 64    | Arthur Cazaux                 | 22    | 807   | 23    | $ 870.129    |                                                                                     |
| 65              | 68    | 3     | Christopher O'Connell         | 30    | 795   | 26    | $ 913.238    |                                                                                     |
| 66              | 169   | 103   | Bu Yunchaokete                | 22    | 784   | 25    | $ 528.475    |                                                                                     |
| 67              | 22    | 45    | Adrian Mannarino              | 36    | 779   | 31    | $ 1.308.732  |                                                                                     |
| 68              | 82    | 14    | Alexandre Müller              | 27    | 778   | 29    | $ 912.510    |                                                                                     |
| 69              | 61    | 8     | Aleksandar Vukic              | 28    | 778   | 30    | $ 890.517    |                                                                                     |
| 70              | 48    | 22    | Yoshihito Nishioka            | 29    | 776   | 23    | $ 823.181    | Atlanta                                                                             |
| 71              | 132   | 61    | Corentin Moutet               | 25    | 772   | 23    | $ 698.154    |                                                                                     |
| 72              | 99    | 27    | Quentin Halys                 | 28    | 756   | 23    | $ 616.179    |                                                                                     |
| 73              | 71    | 2     | Rinky Hijikata                | 23    | 746   | 32    | $ 806.579    |                                                                                     |
| 74              | 102   | 28    | Hugo Gaston                   | 24    | 737   | 24    | $ 703.597    |                                                                                     |
| 75              | 80    | 5     | Thiago Seyboth Wild           | 24    | 732   | 29    | $ 875.066    |                                                                                     |
| 76              | 73    | 3     | Benjamin Bonzi                | 28    | 730   | 32    | $ 373.440    | Metz                                                                                |
| 77              | 65    | 12    | Thanasi Kokkinakis            | 28    | 716   | 20    | $ 815.852    |                                                                                     |
| 78              | 49    | 29    | Aleksandr Sjevtjenko          | 23    | 715   | 28    | $ 963.622    |                                                                                     |
| 79              | 93    | 14    | Facundo Díaz Acosta           | 23    | 714   | 21    | $ 710.179    | Buenos Aires                                                                        |
| 80              | 51    | 29    | Botic van de Zandschulp       | 29    | 712   | 27    | $ 905.495    |                                                                                     |
| 81              | 46    | 35    | Dušan Lajović                 | 34    | 710   | 17    | $ 850.185    |                                                                                     |
| 82              | 109   | 27    | James Duckworth               | 32    | 688   | 26    | $ 543.657    |                                                                                     |
| 83              | 75    | 8     | Taro Daniel                   | 31    | 674   | 31    | $ 767.225    |                                                                                     |
| 84              | 131   | 47    | Fabio Fognini                 | 37    | 663   | 27    | $ 687.351    |                                                                                     |
| 85              | 67    | 18    | Pavel Kotov                   | 26    | 655   | 22    | $ 897.558    |                                                                                     |
| 86              | 139   | 53    | Gabriel Diallo                | 23    | 643   | 23    | $ 587.565    |                                                                                     |
| 87              | 43    | 44    | Sebastian Ofner               | 28    | 643   | 25    | $ 878.443    |                                                                                     |
| 88              | 57    | 31    | Daniel Altmaier               | 26    | 640   | 30    | $ 813.689    |                                                                                     |
| 89              | 733   | 644   | Jacob Fearnley                | 23    | 638   | 15    | $ 269.205    |                                                                                     |
| 90              | 179   | 89    | Adam Walton                   | 25    | 636   | 34    | $ 599.313    |                                                                                     |
| 91              | 171   | 80    | Otto Virtanen                 | 23    | 634   | 22    | $ 501.164    |                                                                                     |
| 92              | 37    | 55    | Borna Ćorić                   | 28    | 632   | 25    | $ 867.994    |                                                                                     |
| 93              | 141   | 48    | Sumit Nagal                   | 27    | 629   | 27    | $ 667.655    |                                                                                     |
| 94              | 69    | 25    | Emil Ruusuvuori               | 25    | 628   | 18    | $ 703.219    |                                                                                     |
| 95              | 52    | 43    | Yannick Hanfmann              | 33    | 627   | 26    | $ 704.099    |                                                                                     |
| 96              | 120   | 24    | Aleksandar Kovacevic          | 26    | 616   | 29    | $ 737.810    |                                                                                     |
| 97              | 335   | 238   | Lucas Pouille                 | 30    | 616   | 16    | $ 383.886    |                                                                                     |
| 98              | 77    | 21    | Dominik Koepfer               | 30    | 610   | 20    | $ 714.815    |                                                                                     |
| 99              | 88    | 11    | Federico Coria                | 32    | 606   | 33    | $ 585.355    |                                                                                     |
| 100             | 180   | 80    | Mattia Bellucci               | 23    | 605   | 31    | $ 494.255    |                                                                                     |
| Danske spillere |       |       |                               |       |       |       |              |                                                                                     |
| 153             | 415   | 262   | Elmer Møller                  | 21    | 386   | 26    | $ 62.875     |                                                                                     |
| 197             | 337   | 140   | August Holmgren               | 26    | 290   | 24    | $ 53.978     |                                                                                     |
| 715             | 871   | 156   | Christian Sigsgaard           | 27    | 37    | 6     | $ 6.137      |                                                                                     |
| 803             | 1064  | 261   | Kane Bonsach Ganley           | 20    | 27    | 21    | $ 7.182      |                                                                                     |
| 872             | 1588  | 716   | Philip Hjorth                 | 25    | 21    | 13    | $ 4.885      |                                                                                     |
| 1091            | -     | -     | Carl Emil Overbeck            | 23    | 10    | 6     | $ 3.570      |                                                                                     |
| 1502            | 964   | 538   | Johannes Ingildsen            | 27    | 3     | 5     | $ 1.670      |                                                                                     |
| 1595            | -     | -     | Benjamin Hannestad            | 27    | 2     | 2     | $ 688        |                                                                                     |
| 1618            | -     | -     | Sebastian Grundtvig Jørgensen | 23    | 2     | 3     | $ 948        |                                                                                     |

### Double

#### Pointsystem
Turneringerne var fordelt på følgende turneringskategorier med angivelse af de tilhørende ranglistepoint, spillerne opnåede afhængig af deres resultater. Justeringen af pointsystemet i single havde ikke indflydelse på pointsystemet i double, der forsatte uændret i forhold til tidligere sæsoner.
| Kategori | Antal turn. | Antal deltagere | Ranglistepoint i double | Ranglistepoint i double | Ranglistepoint i double | Ranglistepoint i double         | Ranglistepoint i double         | Ranglistepoint i double         | Ranglistepoint i double         | Ranglistepoint i double         | Ranglistepoint i double         | Ranglistepoint i double         | Ranglistepoint i double |
| Kategori | Antal turn. | Antal deltagere | V                       | F                       | 1/2                     | 1/4                             | 1/8                             | 1/16                            | 1/32                            | Q                               | Q2                              | Q1                              |                         |
| --- | ----------- | --------------- | ----------------------- | ----------------------- | ----------------------- | ------------------------------- | ------------------------------- | ------------------------------- | ------------------------------- | ------------------------------- | ------------------------------- | ------------------------------- | ----------------------- |
| Grand slam * | 4           | 64              | 2000                    | 1200                    | 720                     | 360                             | 180                             | 90                              | 0                               | -                               | -                               | -                               |                         |
| ATP Finals | 1           | 8               | G+900                   | G+400                   | G+0                     | Gruppespil: 200 pr. vundet kamp | Gruppespil: 200 pr. vundet kamp | Gruppespil: 200 pr. vundet kamp | Gruppespil: 200 pr. vundet kamp | Gruppespil: 200 pr. vundet kamp | Gruppespil: 200 pr. vundet kamp | Gruppespil: 200 pr. vundet kamp |                         |
| ATP Masters 1000 | 9           | 24-32           | 1000                    | 600                     | 360                     | 180                             | 90                              | 0                               | -                               | -                               | -                               | -                               |                         |
| ATP 500 | 13          | 16              | 500                     | 300                     | 180                     | 90                              | 0                               | -                               | -                               | 45                              | 20                              | 0                               |                         |
| ATP 250 | 37          | 16              | 250                     | 150                     | 90                      | 45                              | 0                               | -                               | -                               | -                               | -                               | -                               |                         |
| United Cup | 1           | 18 hold         | Ingen point             | Ingen point             | Ingen point             | Ingen point                     | Ingen point                     | Ingen point                     | Ingen point                     | Ingen point                     | Ingen point                     | Ingen point                     |                         |
| Note * Grand slam-turneringerne er ikke en del af ATP Tour, men de er en del af tourens kalender og giver point til ATP's verdensrangliste. |             |                 |                         |                         |                         |                                 |                                 |                                 |                                 |                                 |                                 |                                 |                         |

#### Rangliste
| Plac.           | Plac. | Plac. | Spiller                     | Alder | Point | Turn. | Præmiepenge | Vundne ATP-turneringer                               |
| 2024            | 2023  | Ændr. | Spiller                     | Alder | Point | Turn. | Præmiepenge | Vundne ATP-turneringer                               |
| --------------- | ----- | ----- | --------------------------- | ----- | ----- | ----- | ----------- | ---------------------------------------------------- |
| 1               | 19    | 18    | Marcelo Arévalo             | 34    | 7.510 | 24    | $ 1.280.727 | Roland-Garros, Cincinnati, Hongkong, Genève          |
| 1               | 32    | 31    | Mate Pavić                  | 31    | 7.510 | 24    | $ 1.280.727 | Roland-Garros, Cincinnati, Hongkong, Genève          |
| 3               | 105   | 102   | Jordan Thompson             | 30    | 6.655 | 23    | $ 1.209.406 | US Open, Madrid, Dallas, Los Cabos, Houston          |
| 4               | 10    | 6     | Marcel Granollers           | 38    | 6.500 | 18    | $ 1.106.295 | Rom, Montréal                                        |
| 4               | 5     | 1     | Horacio Zeballos            | 39    | 6.500 | 18    | $ 1.106.295 | Rom, Montréal                                        |
| 6               | 43    | 37    | Nikola Mektić               | 35    | 5.930 | 24    | $ 1.141.950 | Indian Wells, Shanghai, Paris, Rotterdam, Auckland   |
| 7               | 21    | 14    | Kevin Krawietz              | 32    | 5.880 | 21    | $ 1.103.850 | ATP Finals, Hamburg                                  |
| 8               | 8     | 0     | Wesley Koolhof              | 35    | 5.840 | 23    | $ 1.134.625 | Indian Wells, Shanghai, Paris, Rotterdam, Auckland   |
| 9               | 50    | 41    | Andrea Vavassori            | 29    | 5.840 | 24    | $ 959.813   | Halle, Beijing, Buenos Aires                         |
| 10              | 24    | 14    | Tim Pütz                    | 36    | 5.790 | 20    | $ 1.093.112 | ATP Finals, Hamburg                                  |
| 11              | 55    | 44    | Simone Bolelli              | 39    | 5.740 | 19    | $ 954.601   | Halle, Beijing, Buenos Aires                         |
| 12              | 35    | 23    | Max Purcell                 | 26    | 5.730 | 22    | $ 990.584   | US Open, Dallas, Los Cabos, Houston                  |
| 13              | 4     | 9     | Matthew Ebden               | 36    | 5.210 | 20    | $ 880.731   | Australian Open, Miami                               |
| 14              | 60    | 46    | Henry Patten                | 28    | 5.165 | 32    | $ 975.034   | Wimbledon, Marrakech, Lyon                           |
| 15              | 3     | 12    | Rohan Bopanna               | 44    | 5.150 | 20    | $ 885.251   | Australian Open, Miami                               |
| 16              | 29    | 13    | Harri Heliövaara            | 35    | 5.145 | 29    | $ 987.175   | Wimbledon, Marrakech, Lyon                           |
| 17              | 16    | 1     | Michael Venus               | 37    | 3.775 | 28    | $ 617.423   | Queen's, Doha, Eastbourne                            |
| 18              | 9     | 9     | Neal Skupski                | 34    | 3.670 | 27    | $ 570.339   | Queen's, Eastbourne                                  |
| 19              | 27    | 8     | Nathaniel Lammons           | 31    | 3.320 | 34    | $ 515.165   | Washington, 's-Hertogenbosch, Atlanta, Winston-Salem |
| 19              | 22    | 3     | Jackson Withrow             | 31    | 3.320 | 34    | $ 515.165   | Washington, 's-Hertogenbosch, Atlanta, Winston-Salem |
| 21              | 13    | 8     | Andrés Molteni              | 36    | 3.285 | 24    | $ 540.135   | Barcelona, Córdoba                                   |
| 22              | 13    | 9     | Máximo González             | 41    | 3.105 | 19    | $ 499.813   | Barcelona, Córdoba                                   |
| 23              | 31    | 8     | Lloyd Glasspool             | 30    | 2.940 | 35    | $ 463.566   | Tokyo, Brisbane                                      |
| 24              | 15    | 9     | Hugo Nys                    | 33    | 2.870 | 28    | $ 451.790   | Acapulco                                             |
| 25              | 20    | 5     | Jan Zieliński               | 28    | 2.780 | 25    | $ 430.695   | Acapulco                                             |
| 26              | 2     | 24    | Ivan Dodig                  | 39    | 2.760 | 25    | $ 483.067   |                                                      |
| 27              | 16    | 11    | Jamie Murray                | 38    | 2.710 | 26    | $ 460.366   | Basel, Doha, Beograd                                 |
| 28              | 36    | 8     | Fabien Reboul               | 29    | 2.695 | 27    | $ 332.055   | Montpellier, Bukarest, Chengdu                       |
| 29              | 56    | 27    | Adam Pavlásek               | 20    | 2.685 | 26    | $ 459.118   |                                                      |
| 30              | 6     | 24    | Rajeev Ram                  | 40    | 2.650 | 22    | $ 428.670   | Adelaide                                             |
| 31              | 25    | 6     | Sander Gillé                | 33    | 2.500 | 27    | $ 427.332   | Monte-Carlo                                          |
| 31              | 25    | 6     | Joran Vliegen               | 33    | 2.500 | 27    | $ 427.332   | Monte-Carlo                                          |
| 33              | 7     | 26    | Joe Salisbury               | 32    | 2.470 | 20    | $ 403.443   | Adelaide                                             |
| 34              | 48    | 14    | Robert Galloway             | 32    | 2.450 | 34    | $ 309.608   | Delray Beach, Mallorca                               |
| 35              | 39    | 4     | John Peers                  | 36    | 2.445 | 30    | $ 372.536   | Basel, Beograd                                       |
| 36              | 59    | 23    | Rafael Matos                | 28    | 2.440 | 29    | $ 292.387   | Rio de Janeiro, Stuttgart, Båstad                    |
| 37              | 47    | 10    | Julian Cash                 | 28    | 2.355 | 34    | $ 304.022   | Tokyo, Delray Beach, Mallorca                        |
| 38              | 34    | 4     | Sadio Doumbia               | 34    | 2.335 | 33    | $ 344.303   | Montpellier, Bukarest, Chengdu                       |
| 39              | 46    | 7     | Marcelo Melo                | 41    | 2.295 | 26    | $ 355.363   | Stuttgart                                            |
| 40              | 11    | 29    | Édouard Roger-Vasselin      | 40    | 2.280 | 25    | $ 402.603   |                                                      |
| 41              | 49    | 8     | Ariel Behar                 | 35    | 2.201 | 28    | $ 370.395   |                                                      |
| 42              | 37    | 5     | Alexander Erler             | 27    | 2.197 | 29    | $ 297.288   | Wien, Kitzbühel, Antwerpen                           |
| 43              | 1     | 42    | Austin Krajicek             | 34    | 2.070 | 22    | $ 404.993   |                                                      |
| 44              | 57    | 13    | Albano Olivetti             | 32    | 2.015 | 27    | $ 219.837   | München, Gstaad                                      |
| 45              | 11    | 34    | Santiago González           | 41    | 1.980 | 29    | $ 368.434   |                                                      |
| 46              | 18    | 28    | Jean-Julien Rojer           | 43    | 1.975 | 32    | $ 348.856   | Brisbane                                             |
| 47              | 40    | 7     | Lucas Miedler               | 28    | 1.948 | 30    | $ 254.313   | Wien, Antwerpen                                      |
| 48              | 71    | 23    | Nicolás Barrientos          | 37    | 1.915 | 36    | $ 227.545   | Rio de Janeiro                                       |
| 49              | 63    | 14    | Yuki Bhambri                | 32    | 1.895 | 26    | $ 221.422   | München, Gstaad                                      |
| 50              | -     | -     | Tomáš Macháč                | 24    | 1.825 | 11    | $ 217.543   | Marseille                                            |
| 51              | 617   | 566   | Zhang Zhizhen               | 28    | 1.780 | 10    | $ 220.340   | Marseille                                            |
| 52              | 66    | 14    | Constantin Frantzen         | 26    | 1.606 | 34    | $ 190.812   |                                                      |
| 52              | 64    | 12    | Hendrik Jebens              | 29    | 1.606 | 34    | $ 190.812   |                                                      |
| 54              | 121   | 67    | Sam Verbeek                 | 30    | 1.600 | 31    | $ 149.963   | Newport                                              |
| 55              | 81    | 26    | Guido Andreozzi             | 33    | 1.600 | 31    | $ 132.545   | Umag                                                 |
| 56              | 132   | 76    | Skander Mansouri            | 29    | 1.587 | 35    | $ 145.708   |                                                      |
| 57              | 102   | 45    | Sander Arends               | 33    | 1.555 | 32    | $ 120.969   | Metz                                                 |
| 58              | 117   | 59    | Luke Johnson                | 20    | 1.518 | 33    | $ 109.121   | Metz                                                 |
| 59              | 44    | 15    | Aleksandr Nedovjesov        | 37    | 1.475 | 27    | $ 170.331   | Estoril                                              |
| 60              | 80    | 20    | Miguel Reyes-Varela         | 37    | 1.467 | 31    | $ 159.353   | Umag                                                 |
| 61              | 33    | 28    | Andreas Mies                | 34    | 1.405 | 26    | $ 171.494   | Kitzbühel                                            |
| 62              | 51    | 11    | Gonzalo Escobar             | 35    | 1.400 | 26    | $ 165.590   | Estoril                                              |
| 63              | 73    | 10    | André Göransson             | 30    | 1.390 | 32    | $ 118.252   | Newport                                              |
| 64              | 140   | 76    | Grégoire Jacq               | 32    | 1.380 | 31    | $ 96.884    |                                                      |
| 65              | 335   | 270   | Sebastian Korda             | 24    | 1.290 | 11    | $ 283.179   | Madrid                                               |
| 66              | 97    | 31    | Théo Arribagé               | 24    | 1.290 | 42    | $ 94.515    |                                                      |
| 67              | 139   | 72    | Manuel Guinard              | 29    | 1.281 | 24    | $ 87.167    |                                                      |
| 68              | 41    | 27    | Robin Haase                 | 37    | 1.276 | 31    | $ 205.281   |                                                      |
| 69              | 78    | 9     | John-Patrick Smith          | 35    | 1.270 | 30    | $ 193.809   |                                                      |
| 70              | 125   | 55    | Orlando Luz                 | 26    | 1.269 | 34    | $ 72.493    | Båstad                                               |
| 71              | 72    | 1     | N. Sriram Balaji            | 34    | 1.228 | 29    | $ 122.071   |                                                      |
| 72              | 53    | 19    | Romain Arneodo              | 32    | 1.160 | 29    | $ 111.958   |                                                      |
| 73              | 101   | 28    | Petr Nouza                  | 26    | 1.157 | 32    | $ 80.570    |                                                      |
| 74              | 492   | 418   | Patrik Rikl                 | 25    | 1.155 | 30    | $ 51.965    |                                                      |
| 75              | 168   | 93    | Rithvik Choudary Bollipalli | 23    | 1.110 | 34    | $ 68.542    | Almaty                                               |
| 76              | 110   | 34    | Arjun Kadhe                 | 30    | 1.108 | 33    | $ 69.428    | Almaty                                               |
| 77              | 74    | 3     | Evan King                   | 32    | 1.093 | 39    | $ 119.362   |                                                      |
| 78              | 42    | 36    | Matwé Middelkoop            | 41    | 1.070 | 30    | $ 123.745   |                                                      |
| 79              | 138   | 59    | Piotr Matuszewski           | 26    | 1.069 | 38    | $ 48.729    |                                                      |
| 80              | 227   | 147   | Jakob Schnaitter            | 28    | 1.067 | 44    | $ 59.652    |                                                      |
| 81              | 266   | 185   | Mark Wallner                | 25    | 1.067 | 44    | $ 59.652    |                                                      |
| 82              | 52    | 30    | Francisco Cabral            | 27    | 1.051 | 32    | $ 132.408   |                                                      |
| 83              | 180   | 97    | Marcus Willis               | 34    | 1.022 | 35    | $ 48.976    |                                                      |
| 84              | 854   | 770   | Yannick Hanfmann            | 33    | 1.015 | 9     | $ 116.757   |                                                      |
| 85              | 84    | 1     | Diego Hidalgo               | 31    | 1.015 | 29    | $ 114.390   |                                                      |
| 86              | 68    | 18    | Mackenzie McDonald          | 29    | 1.005 | 12    | $ 165.623   |                                                      |
| 87              | 217   | 130   | Ryan Seggerman              | 25    | 1.001 | 33    | $ 68.425    |                                                      |
| 88              | 377   | 289   | Dominik Koepfer             | 30    | 990   | 9     | $ 122.940   |                                                      |
| 89              | 195   | 106   | Alexander Zverev            | 27    | 960   | 7     | $ 155.697   |                                                      |
| 90              | 70    | 20    | Victor Cornea               | 31    | 959   | 39    | $ 89.434    |                                                      |
| 91              | 213   | 122   | Patrik Trhac                | 26    | 958   | 34    | $ 66.231    |                                                      |
| 92              | 839   | 747   | Christian Harrison          | 30    | 921   | 32    | $ 56.310    |                                                      |
| 93              | 90    | 3     | Jeevan Nedunchezhiyan       | 36    | 917   | 30    | $ 58.300    | Hangzhou                                             |
| 94              | 466   | 372   | Alex Michelsen              | 20    | 915   | 8     | $ 139.359   |                                                      |
| 95              | 108   | 13    | Fernando Romboli            | 35    | 915   | 41    | $ 86.502    |                                                      |
| 96              | 118   | 22    | Marcelo Zormann             | 28    | 911   | 37    | $ 58.410    |                                                      |
| 97              | 23    | 76    | Rinky Hijikata              | 23    | 892   | 19    | $ 121.926   |                                                      |
| 98              | 145   | 47    | Karol Drzewiecki            | 29    | 890   | 37    | $ 37.857    |                                                      |
| 99              | 62    | 37    | Reese Stalder               | 28    | 886   | 40    | $ 105.146   |                                                      |
| 100             | 112   | 12    | Marco Bortolotti            | 33    | 882   | 33    | $ 38.001    |                                                      |
| Danske spillere |       |       |                             |       |       |       |             |                                                      |
| 131             | 307   | 176   | Johannes Ingildsen          | 27    | 632   | 32    | $ 21.878    |                                                      |
| 304             | 322   | 18    | August Holmgren             | 26    | 217   | 8     | $ 7.044     |                                                      |
| 337             | 574   | 237   | Holger Rune                 | 21    | 180   | 3     | $ 33.913    |                                                      |
| 685             | 1625  | 940   | Carl Emil Overbeck          | 23    | 65    | 4     | $ 1.956     |                                                      |
| 1048            | -     | -     | Benjamin Hannestad          | 27    | 29    | 2     | $ 937       |                                                      |
| 1121            | 1625  | 504   | Oskar Brostrøm Poulsen      | 22    | 25    | 1     | $ 775       |                                                      |
| 1151            | 472   | 679   | Christian Sigsgaard         | 27    | 24    | 3     | $ 774       |                                                      |
| 1153            | 1183  | 30    | Elmer Møller                | 21    | 24    | 4     | $ 840       |                                                      |
| 1764            | 1739  | 25    | Kane Bonsach Ganley         | 20    | 8     | 11    | $ 804       |                                                      |
| 2086            | -     | -     | Philip Hjorth               | 25    | 4     | 8     | $ 492       |                                                      |